# Bloodshot (Enter Shikari)
Bloodshot è un singolo del gruppo musicale britannico Enter Shikari, pubblicato il 9 marzo 2023 come terzo estratto dal settimo album in studio A Kiss for the Whole World.

## Descrizione
Il brano parla di «come sia difficile trovare la verità, e di quanto sia facile smettere di pensare da sé e semplicemente ripetere il mantra del nostro "team"».
Riguardo al suo significato, il cantante Rou Reynolds ha detto:

## Video musicale
Il video ufficiale del brano, dalla peculiarità di essere stato girato quasi completamente sott'acqua, è stato diretto da Rou Reynolds. È stato pubblicato il 12 aprile 2023 esclusivamente in formato 9:16, per una visualizzazione ottimale, in verticale, su smartphone.

## Tracce
Testi di Rou Reynolds, musiche degli Enter Shikari.
1. Bloodshot – 3:24

## Formazione
- Rou Reynolds – voce, sintetizzatore, programmazione
- Rory Clewlow – chitarra, programmazione, cori
- Chris Batten – basso, sintetizzatore, voce secondaria
- Rob Rolfe – batteria, programmazione